# 西唐津駅
西唐津駅（にしからつえき）は、佐賀県唐津市二タ子二丁目にある、九州旅客鉄道（JR九州）唐津線の駅である。同線の終着駅。
筑肥線東側区間（姪浜 - 唐津間）を運行する列車のうち、半数以上の列車が当駅まで乗り入れる。また、朝夕には筑肥線西側区間（山本 - 伊万里間）の列車も乗り入れる。当駅は筑肥線東側区間直通列車の駅番号としてJK21が付番されている。
佐賀県最北端の駅で、県内では最も遅く最終列車が到着する駅である。

## 歴史
- 1898年（明治31年）12月1日：唐津興業鉄道（後の唐津鉄道）の妙見駅（みょうけんえき）として開設[1]。
- 1902年（明治35年）2月23日：唐津鉄道が九州鉄道に合併される。
- 1905年（明治38年）10月11日：西唐津駅（にしからつえき）に改称。
- 1907年（明治40年）7月1日：九州鉄道が国有化され、帝国鉄道庁に移管[1]。
- 1982年（昭和57年）
  - 8月：現駅舎が竣工する。
  - 11月15日：当駅と大島駅間貨物支線が廃止される[1]。
- 1983年（昭和58年）3月22日：唐津線一部電化に伴い駅構内を電化する。同日付で無人化[4][5][6]（その後、駅員再配置）
- 1987年（昭和62年）
  - 4月1日：国鉄分割民営化に伴い、JR九州に移管[1]。
  - 5月24日：翌日にかけ昭和天皇、香淳皇后の行幸啓（第38回全国植樹祭）に合わせてお召列車が発着[7]。
- 1994年（平成6年）3月28日：駅構内に直営コンビニエンスストア生活列車が開店する[8]。
- 2010年（平成22年）3月13日：筑肥線でICカード「SUGOCA」の利用を開始[9]。
- 2022年（令和4年）
  - 3月11日：きっぷ売り場が営業終了[2]。
  - 3月12日：無人駅化[2][3]。

## 駅構造
単式ホーム1面1線を有する地上駅であるが、構内は広く、ホームの無い副本線が2本と側線が多数ある。これらの側線は佐賀鉄道事業部唐津運輸センターとなっている。なお、唐津線は唐津駅 - 当駅間の1駅間のみ電化されている。
出入口には簡易SUGOCA改札機が設置されている。

### のりば
| のりば | 路線    | 方向   | 行先                                     |
| ------ | ------- | ------ | ---------------------------------------- |
| 1      | ■唐津線 | 上り   | 唐津・山本・多久・小城・佐賀方面         |
| 1      | 筑肥線  | 東区間 | 唐津・筑前前原・天神・博多・福岡空港方面 |
| 1      | ■筑肥線 | 西区間 | 山本・伊万里方面                         |

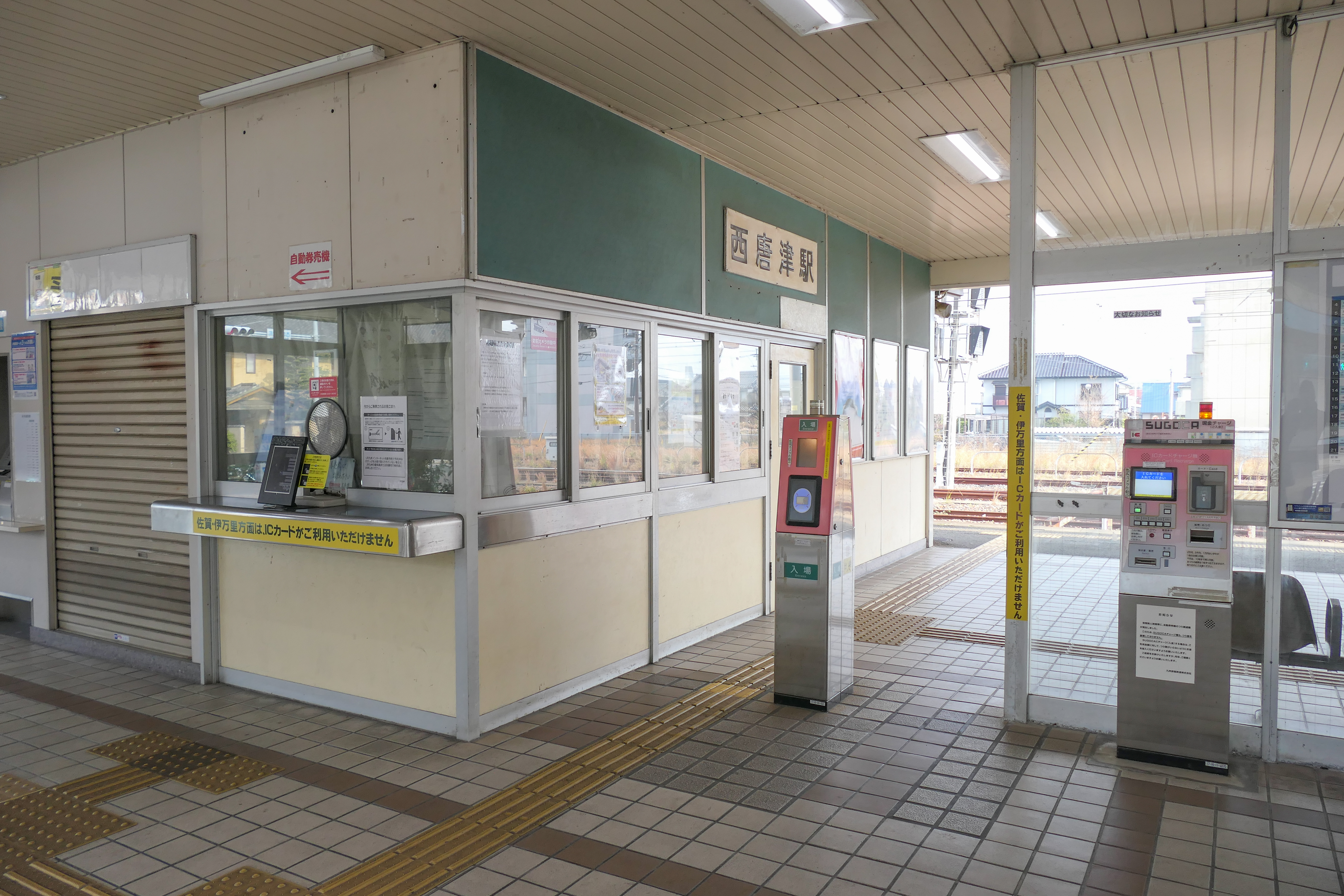
改札口（2023年1月）
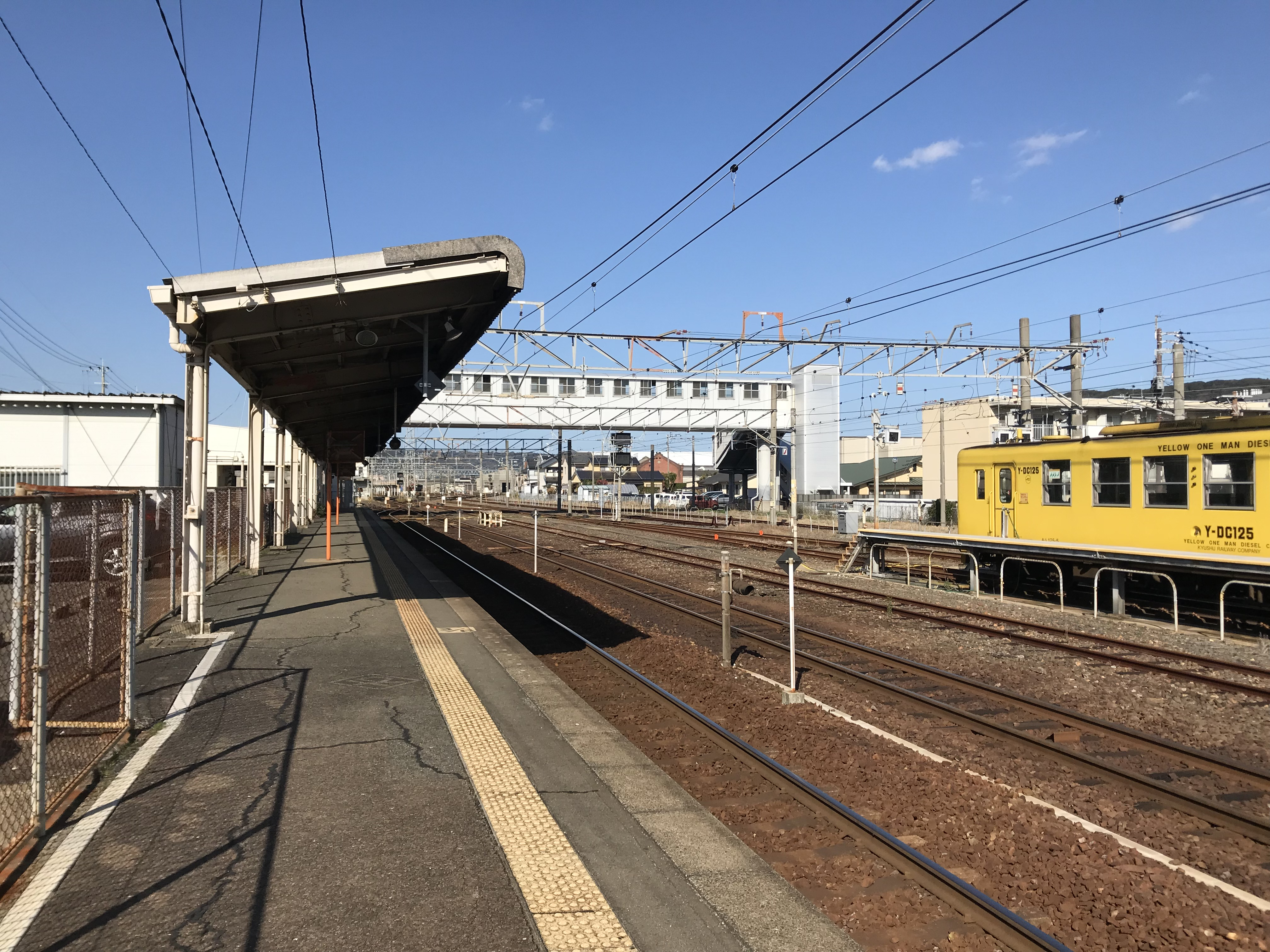
ホームと側線（2019年1月）
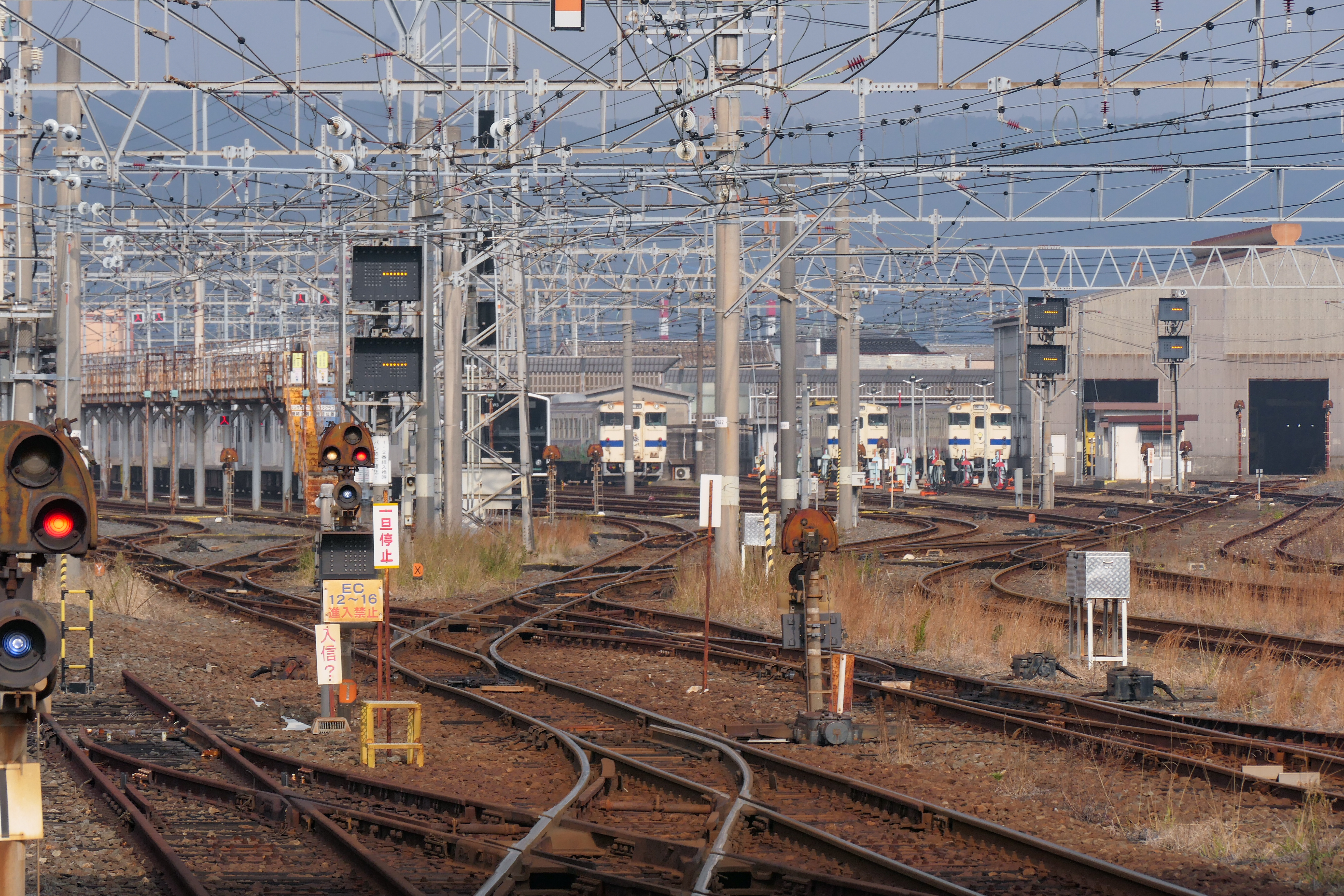
構内にある車両基地（唐津運輸センター）（2023年1月）

## 利用状況
2022年度の1日平均乗車人員は378人である。
近年の1日平均乗車人員の推移は以下の通り。
| 年度   | 1日平均 乗車人員 | 出典   |
| ------ | ---------------- | ------ |
| 2000年 | 409              | -      |
| 2001年 | 421              | -      |
| 2002年 | 393              | -      |
| 2003年 | 384              | -      |
| 2004年 | 379              | -      |
| 2005年 | 360              | -      |
| 2006年 | 373              | -      |
| 2007年 | 431              | -      |
| 2008年 | 498              | -      |
| 2009年 | 500              | -      |
| 2010年 | 493              | -      |
| 2011年 | 474              | -      |
| 2012年 | 482              | -      |
| 2013年 | 492              | -      |
| 2014年 | 497              | -      |
| 2015年 | 503              | -      |
| 2016年 | 502              | [ 11 ] |
| 2017年 | 524              | [ 12 ] |
| 2018年 | 494              | [ 13 ] |
| 2019年 | 503              | [ 14 ] |
| 2020年 | 381              | [ 15 ] |
| 2021年 | 380              | [ 16 ] |
| 2022年 | 378              | [ 10 ] |

## 駅周辺
- 衣干山
- 唐津警察署
- 唐津市消防本部
- 唐津市高齢者ふれあい会館りふれ
- 九州電力唐津発電所
- 西唐津郵便局
- 唐津二タ子郵便局
- 唐津市立西唐津中学校
- 唐津市立西唐津小学校
- 国道204号
- 佐賀県道23号唐津呼子線
- 唐津東港

## バス路線
駅前の国道上に昭和バスの「西唐津駅前」バス停が設置されており、唐津市中心部（大手口・市民グラウンド前）方面と、呼子町・玄海町方面のバスが発着する。

## 隣の駅
九州旅客鉄道（JR九州）
■唐津線
唐津駅 - 西唐津駅
 筑肥線（姪浜方面）（唐津駅 - 当駅間唐津線）
■快速・■普通
唐津駅 (JK20) - 西唐津駅 (JK21)
■筑肥線（伊万里方面）（当駅 - 山本駅間唐津線）
西唐津駅 - 唐津駅

### かつて建設工事が行われていた路線
日本国有鉄道（国鉄）
■呼子線
唐津駅 − 西唐津駅 - 佐志駅